# Lachnaia sexpunctata
Lachnaia sexpunctata là một loài bọ cánh cứng trong họ Chrysomelidae. Loài này được Scopoli mô tả khoa học năm 1763.

## Hình ảnh

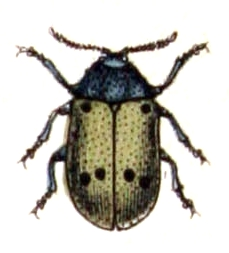
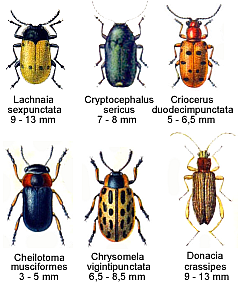
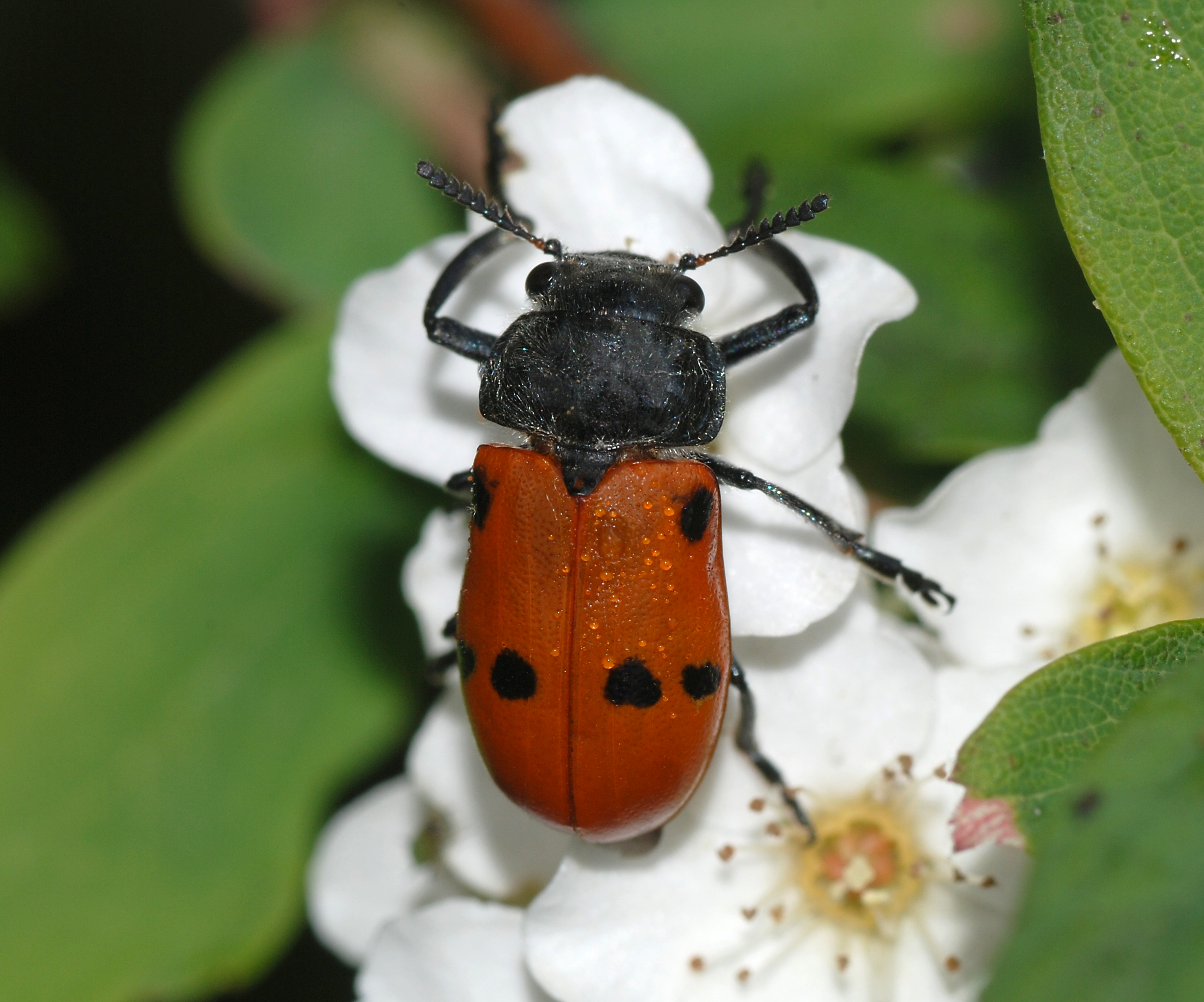